# Citroën ZX
Der Citroën ZX ist ein von Frühjahr 1991 bis Anfang 1998 angebotenes Pkw-Modell der Kompaktklasse des französischen Automobilherstellers Citroën.

## Citroën Projekt N2
PSA hatte 1978 Chrysler Europe übernommen. Talbot bot mit dem Talbot Horizon ein Modell in der Kompaktklasse. Der Citroën GSA war in der Unteren Mittelklasse positioniert und wurde 1982 als Modell in der Mittelklasse vom Citroën BX abgelöst. Der Citroën Visa war zwischen Kleinwagen und Kompaktklasse positioniert, und da der Talbot Arizona den Talbot Horizon in der Kompaktklasse ersetzen sollte, war zunächst kein eigenes Angebot von Citroën in der Kompaktklasse als Nachfolger für den GSA vorgesehen. Die Übernahme von Chrysler Europe hatte PSA in finanzielle Schwierigkeiten gebracht, und daher sollten alle Risiko behafteten Ausgaben unterbleiben, was auch Auswirkungen auf die zukünftige Modellpolitik von Citroën hatte.
1984 fiel dann die Entscheidung, Talbot einzustellen. Das als Talbot Arizona vorgesehene Modell wurde als Peugeot 309 in der Kompaktklasse eingeführt. Für den zwischen Kompaktklasse und Mittelklasse liegenden Peugeot 305 war der Peugeot 405 als Nachfolgemodell in der Mittelklasse bereits in der Endentwicklung. PSA brauchte daher zukünftig ein neues Modell in der Kompaktklasse und es war einfacher, den Talbot Arizona mit wenigen geänderten Teilen als Peugeot in das Peugeot-Modellprogramm zu integrieren. So fiel erst 1985 die Entscheidung, ein Nachfolgemodell für den GSA zu entwickeln, um die Lücke im Modellprogramm in der immer wichtiger werdenden Kompaktklasse zu schließen. Dieses Projekt N2 wurde zunächst an Bertone vergeben, der 1986 den ersten Prototyp präsentierte.
Wie beim Citroën AX sollte auf möglichst viele Gleichteile aus dem PSA-Konzern zurückgegriffen werden können. Die für Citroën übliche Hydropneumatik kam nicht in Frage, weil sich Versuchsanordnungen mit nur einer Federkugel pro Achse im Fahrversuch nicht bewährt hatten und eine Konstruktion mit einer Kugel pro Rad zu teuer geworden wäre. Die von Bertone vorgeschlagenen, am kommenden Citroën XM orientierten Prototypen beurteilte das Management 1988 als zu aufwendig in der Produktion und zu nobel für ein Kompaktklassemodell. Citroëns Design-Center in Vélizy begann daraufhin mit einer schlichteren Designentwicklung der bisherigen Prototypen, wodurch der Modellstart erneut verschoben wurde. Das Ergebnis war der 1991 vorgestellte Citroën ZX. Im Nachhinein gesehen vergab PSA damit die Chance, ein finanziell höher positioniertes Modell in der Kompaktklasse zu schaffen und sich von der Konkurrenz abzusetzen.

## Modellgeschichte
Im März 1991 kam der ZX als fünftürige Schrägheckversion auf den Markt und war das erste speziell für die Kompaktklasse entwickelte Modell von Citroën. Die dreitürige Variante wurde im Oktober 1992 zusammen mit der sportlichen Variante ZX 16V nachgereicht. Bis dahin war der ZX Volcane die Top-Ausstattung, welche in Deutschland nur als Fünftürer erhältlich war und mit reichhaltiger Ausstattung aufwartete.
Ab März 1993 wurden Plattform und Technik des ZX für den Peugeot 306 genutzt, der wesentlich erfolgreicher war als sein technischer Zwilling. Auch die Hochdachkombis Citroën Berlingo und Peugeot Partner nutzten diese Basis, später sogar der ZX-Nachfolger Xsara.
In Deutschland kam als Basismotorisierung ein 1,4-Liter-R4-Ottomotor der TU-Serie mit 55 kW (75 PS) aus dem PSA-Konzern zum Einsatz. In anderen Ländern war auch ein 1,1-Liter-R4-Ottomotor mit 44 kW (60 PS), ebenfalls aus der TU-Serie, als Basis verfügbar. Die Sportvariante ZX 16V besaß einen 2,0-Liter-R4-Ottomotor mit 112 kW (152 PS) und 16 Ventilen aus der XU-Serie. Später erhöhte sich dessen Leistung auf 120 kW (163 PS).
Gegenüber seinen Konkurrenten war das Platzangebot des ZX großzügiger und er hatte ein für Citroën eher untypisches schlichtes Design. Der untere Teil der Karosserie war verzinkt und schützte das Fahrzeug somit effektiv vor Korrosion, was in dieser Fahrzeug- und Preisklasse zu dieser Zeit recht untypisch war. Auch heute sind viele der vorhandenen Fahrzeuge noch frei von Rost.
Eine weitere Besonderheit war der Einarmscheibenwischer, der sich allerdings nicht bewährte, sodass beim Nachfolger Xsara wieder zwei Wischer zum Einsatz kamen. Dieses Merkmal ist allerdings auch schon bei früheren Modellen wie beispielsweise AX, BX, CX und Visa zu finden.
Die kinematisch mitlenkende Hinterachse wurde erstmals beim Citroën ZX eingesetzt und in der Folgezeit bei allen Citroën mit gezogenen Längslenkern an der Hinterachse verbaut (u. a. Saxo, Xsara). Der maximale Lenkwinkel beträgt 2°.
Im November 1993 wurde in Frankreich die Kombivariante ZX Break eingeführt, die in Deutschland erst mit der Überarbeitung im Sommer 1994 angeboten wurde.

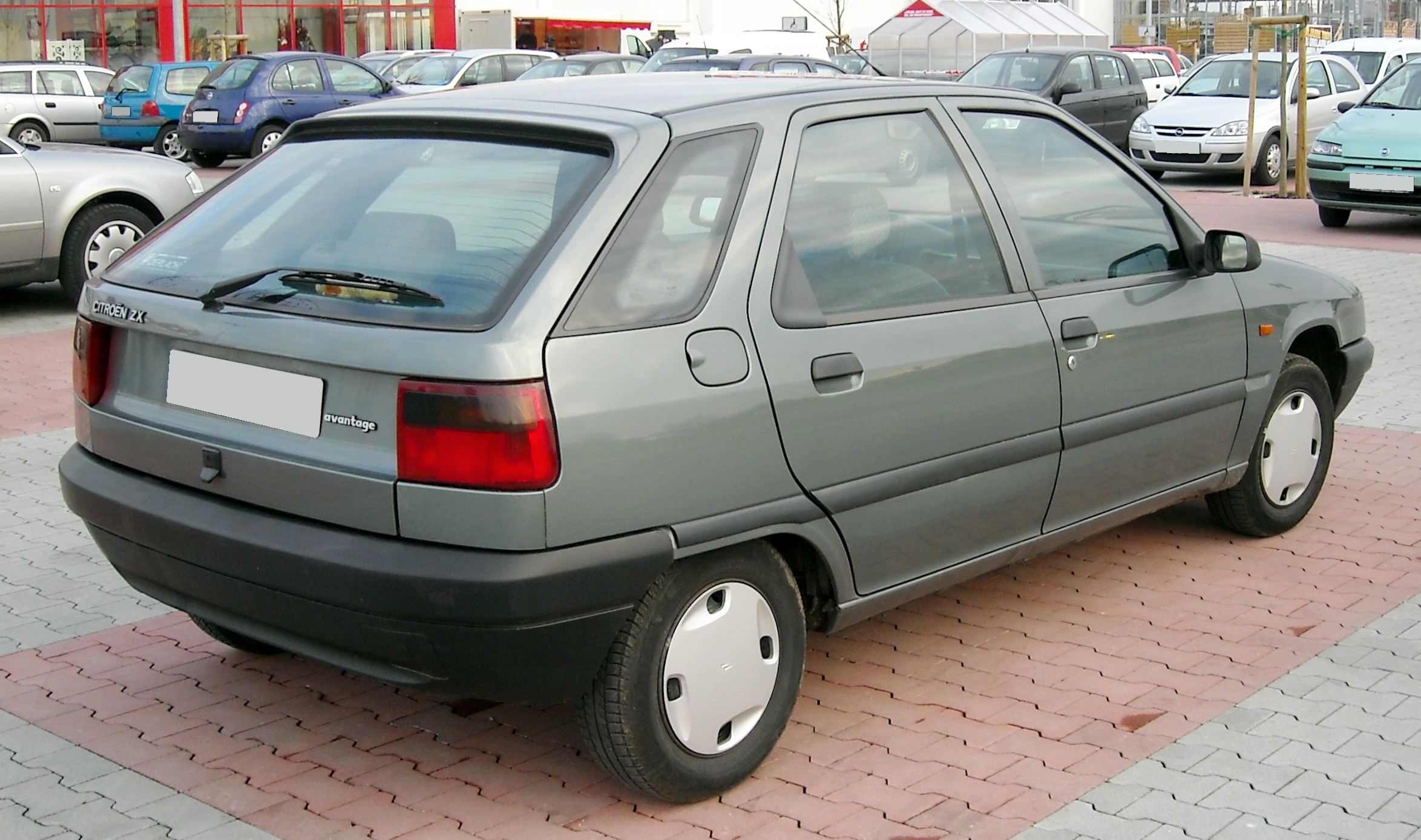
Heckansicht
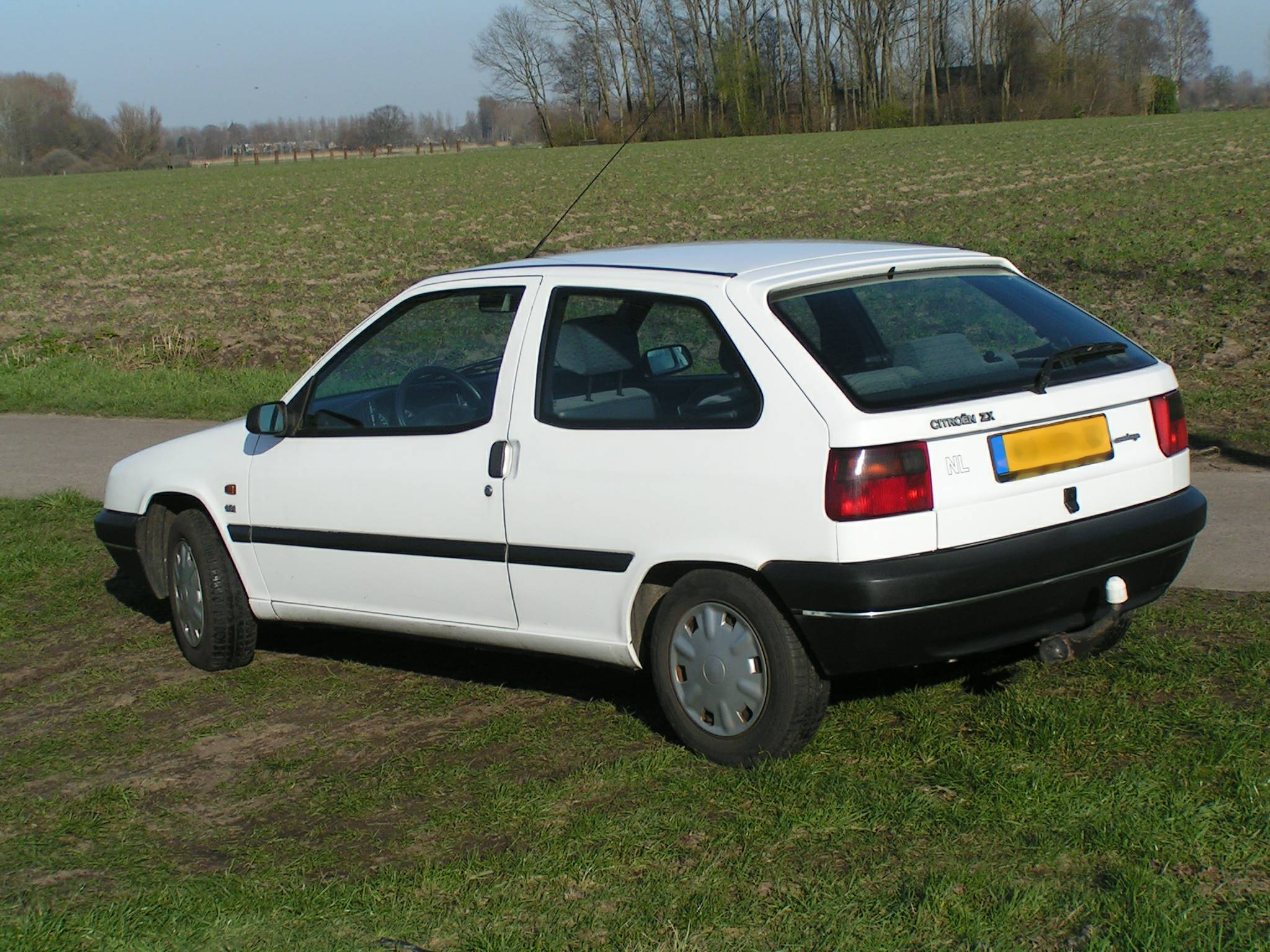
Citroën ZX Dreitürer (1992–1994)

### Modellpflege
Im Juli 1994 erhielt die Baureihe ein Facelift. Die überarbeiteten Fahrzeuge sind an ihrem Kühlergrill erkennbar, der nun äußerlich von der Motorhaube getrennt war. Außerdem wurden teilweise andere Schürzen sowie ein gerades Auspuffendrohr mit Blende statt eines abgewinkelten verwendet.
Außerdem wurde nun auch in Deutschland das Angebot um den Break genannten Kombi ergänzt.

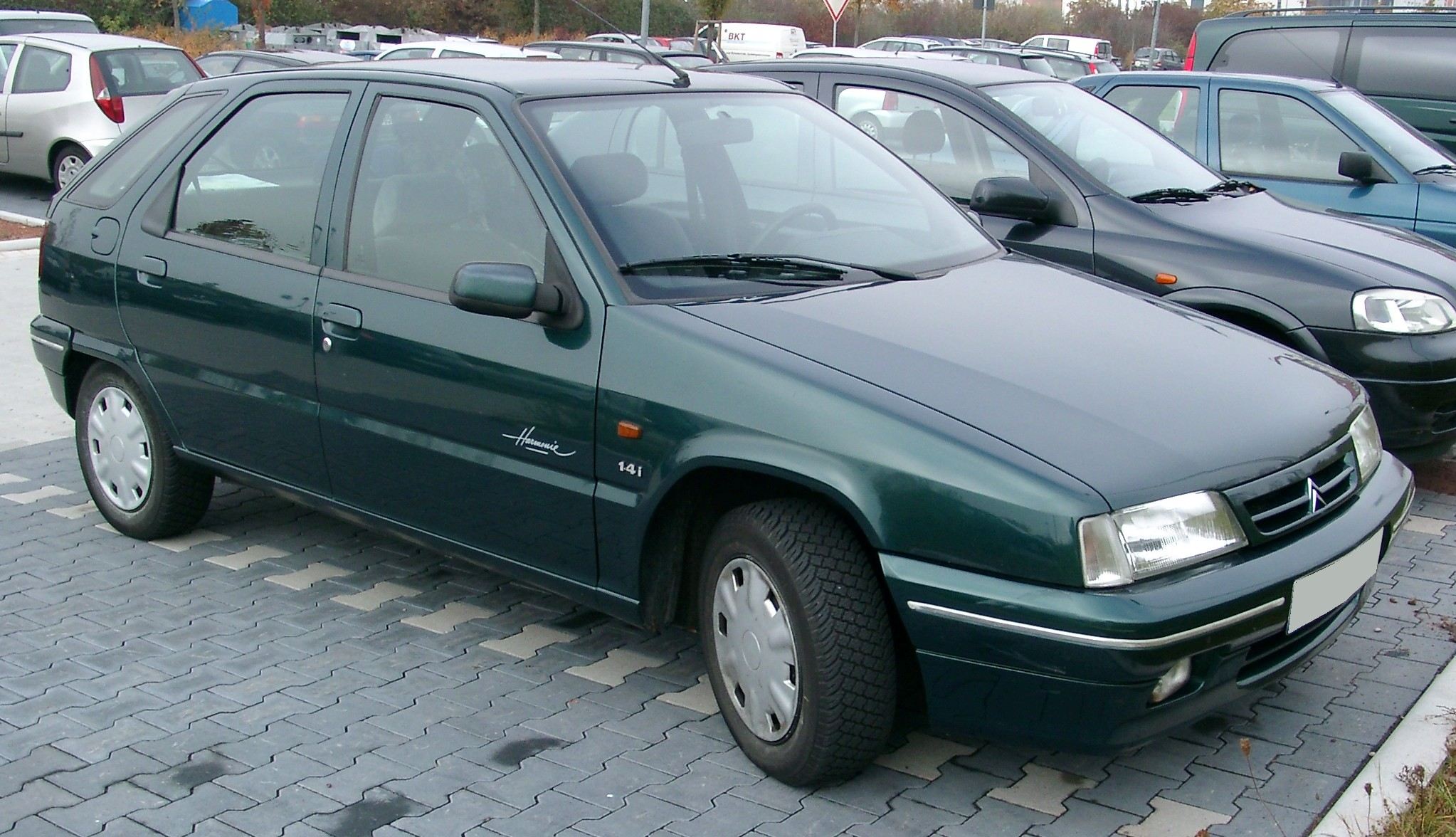
Citroën ZX Fünftürer (1994–1997)
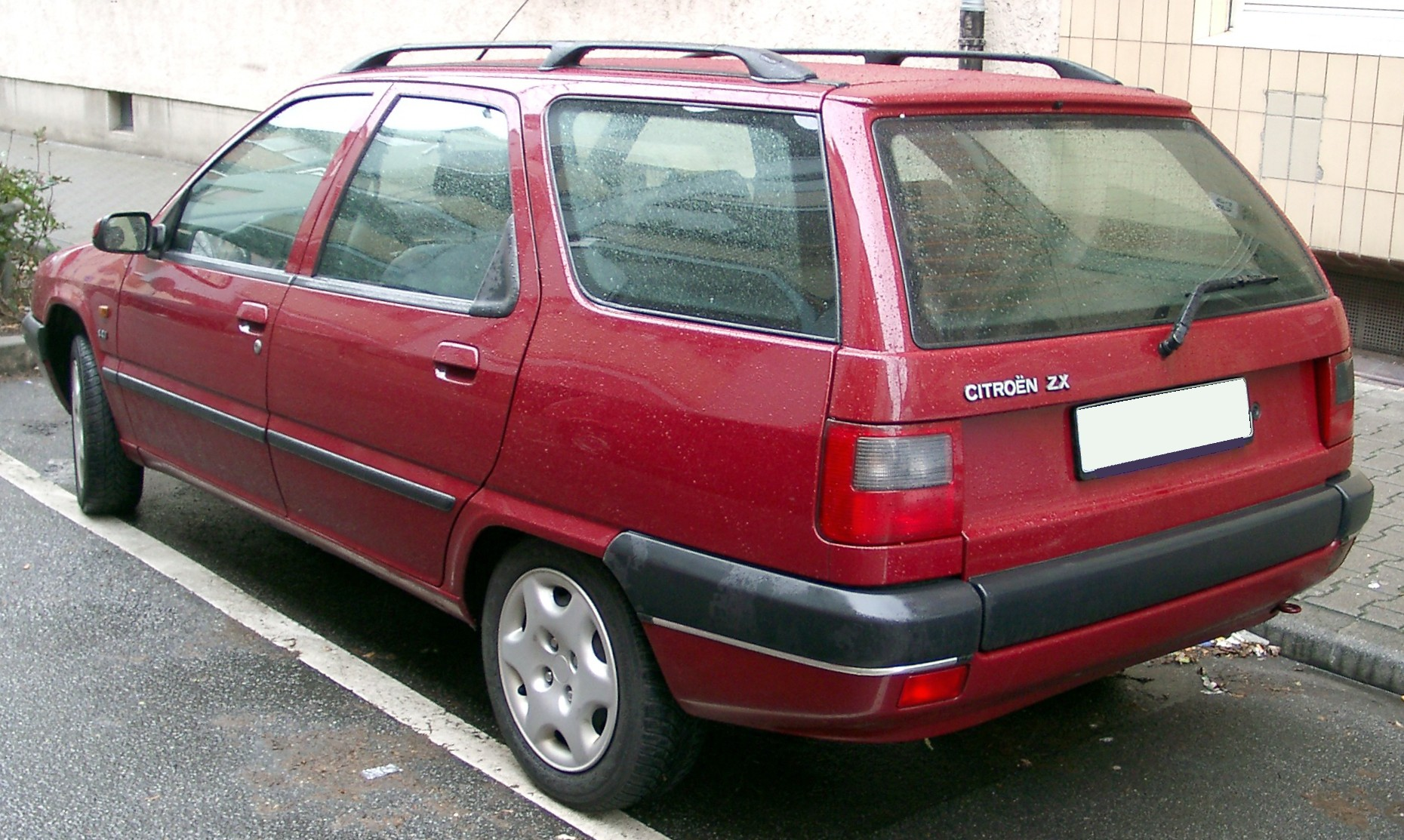
Citroën ZX Break (1994–1998)

Im Herbst 1997 wurden die Schrägheckversionen durch den Xsara abgelöst. Im Frühjahr 1998 folgten der Kombi Break und das Coupé, wobei letzterer lediglich eine dreitürige Schräghecklimousine war und sich bis auf den stärksten Ottomotor, der nur dem Coupé zur Verfügung stand, kaum unterschied. Für den Xsara wurde ebenfalls wieder die Plattform des ZX genutzt.
Zum Stichtag 1. Januar 2022 waren laut Kraftfahrtbundesamt in Deutschland noch 12 Citroën ZX 16V angemeldet.

## Technische Daten

### Ottomotoren
|                                            | 1.1i                   | 1.4                    | 1.4i                   | 1.4i                   | 1.6i                   | 1.6i                   | 1.8i                       |
| ------------------------------------------ | ---------------------- | ---------------------- | ---------------------- | ---------------------- | ---------------------- | ---------------------- | -------------------------- |
| Bauzeitraum                                | 03/1991–06/1997        | 03/1991–10/1994        | 03/1991–10/1994        | 10/1994–02/1998        | 03/1991–10/1994        | 10/1994–02/1998        | 07/1992–02/1998            |
| Motorkenndaten                             |                        |                        |                        |                        |                        |                        |                            |
| Motorart                                   | Ottomotor              | Ottomotor              | Ottomotor              | Ottomotor              | Ottomotor              | Ottomotor              | Ottomotor                  |
| Motorbauart                                | R4                     | R4                     | R4                     | R4                     | R4                     | R4                     | R4                         |
| Anzahl Ventile pro Zylinder                | 2                      | 2                      | 2                      | 2                      | 2                      | 2                      | 2                          |
| Ventilsteuerung                            | OHC                    | OHC                    | OHC                    | OHC                    | OHC                    | OHC                    | OHC                        |
| Nockenwellenantrieb                        | Zahnriemen             | Zahnriemen             | Zahnriemen             | Zahnriemen             | Zahnriemen             | Zahnriemen             | Zahnriemen                 |
| Gemischaufbereitung                        | Saugrohreinspritzung   | Vergaser               | Saugrohreinspritzung   | Saugrohreinspritzung   | Saugrohreinspritzung   | Saugrohreinspritzung   | Saugrohreinspritzung       |
| Katalysator                                | Ja                     | Nein                   | Ja                     | Ja                     | Ja/Nein                | Ja                     | Ja                         |
| Motoraufladung                             | –                      | –                      | –                      | –                      | –                      | –                      | –                          |
| Kühlung                                    | Wasserkühlung          | Wasserkühlung          | Wasserkühlung          | Wasserkühlung          | Wasserkühlung          | Wasserkühlung          | Wasserkühlung              |
| Motorkennung                               | TU1 M/Z (HDZ)          | TU3 2/K                | TU3 M/Z (KDX)          | TU3 JP (KFX)           | XU5 M/4Z/K (BDY)       | XU5 JP/Z (BFZ)         | XU7 JP/Z (LFZ)             |
| Bohrung × Hub                              | 72,0 mm × 69,0 mm      | 75,0 mm × 77,0 mm      | 75,0 mm × 77,0 mm      | 75,0 mm × 77,0 mm      | 83,0 mm × 73,0 mm      | 83,0 mm × 73,0 mm      | 83,0 mm × 81,4 mm          |
| Hubraum                                    | 1124 cm³               | 1360 cm³               | 1360 cm³               | 1360 cm³               | 1580 cm³               | 1580 cm³               | 1761 cm³                   |
| Verdichtungsverhältnis                     | 9,4 : 1                | 9,3 : 1                | 9,3 : 1                | 9,3 : 1                | 8,95 : 1               | 9,25 : 1               | 9,25 : 1                   |
| max. Leistung bei min−1                    | 44 kW (60 PS) bei 6200 | 55 kW (75 PS) bei 5800 | 55 kW (75 PS) bei 6200 | 55 kW (75 PS) bei 5800 | 65 kW (88 PS) bei 6400 | 65 kW (88 PS) bei 6000 | 74 kW (101 PS) bei 6000    |
| max. Drehmoment bei min−1                  | 88 Nm bei 3800         | 116 Nm bei 3800        | 111 Nm bei 4000        | 113 Nm bei 3400        | 132 Nm bei 3000        | 132 Nm bei 2600        | 153 Nm bei 3000            |
| Kraftübertragung                           |                        |                        |                        |                        |                        |                        |                            |
| Antrieb                                    | Vorderradantrieb       | Vorderradantrieb       | Vorderradantrieb       | Vorderradantrieb       | Vorderradantrieb       | Vorderradantrieb       | Vorderradantrieb           |
| Getriebe, serienmäßig                      | 5-Gang-Schaltgetriebe  | 5-Gang-Schaltgetriebe  | 5-Gang-Schaltgetriebe  | 5-Gang-Schaltgetriebe  | 5-Gang-Schaltgetriebe  | 5-Gang-Schaltgetriebe  | 5-Gang-Schaltgetriebe      |
| Getriebe, optional                         | –                      | –                      | –                      | –                      | –                      | –                      | 4-Stufen-Automatikgetriebe |
| Messwerte (Berline)                        |                        |                        |                        |                        |                        |                        |                            |
| Höchstgeschwindigkeit                      | 161 km/h               | 172 km/h               | 172 km/h               | 172 km/h               | 181 km/h               | 177 km/h               | 188 km/h (176 km/h)        |
| Beschleunigung, 0–100 km/h                 | 16,8 s                 | 13,7 s                 | 13,7 s                 | 13,7 s                 | 13,5 s                 | 13,1 s                 | 11,3 s (14,7 s)            |
| Kraftstoffverbrauch auf 100 km, kombiniert | 6,8 l S                | 6,8 l S                | 6,8 l S                | 7,1 l S                | 7,1 l S                | 7,2 l S                | 6,9 l S (7,9 l S)          |
| Messwerte (Break)                          |                        |                        |                        |                        |                        |                        |                            |
| Höchstgeschwindigkeit                      | –                      | –                      | –                      | 165 km/h               | –                      | 172 km/h               | 180 km/h (175 km/h)        |
| Beschleunigung, 0–100 km/h                 | –                      | –                      | –                      | 15,8 s                 | –                      | 13,8 s                 | 12,2 s (15,2 s)            |
| Kraftstoffverbrauch auf 100 km, kombiniert | –                      | –                      | –                      | 7,1 l S                | –                      | 7,5 l S                | 6,9 l S (8,2 l S)          |

- Werte in runden Klammern „( )“ gelten für  Fahrzeuge mit Automatikgetriebe

|                                            | 1.8i 16V                | 1.9i                    | 1.9i                    | 2.0i                       | 2.0i 16V                 | 2.0i 16V                 | 2.0i 16V                 |
| ------------------------------------------ | ----------------------- | ----------------------- | ----------------------- | -------------------------- | ------------------------ | ------------------------ | ------------------------ |
| Bauzeitraum                                | 01/1996–02/1998         | 03/1991–07/1992         | 03/1991–07/1992         | 07/1992–06/1997            | 07/1992–10/1994          | 06/1994–05/1996          | 05/1996–06/1997          |
| Motorkenndaten                             |                         |                         |                         |                            |                          |                          |                          |
| Motorart                                   | Ottomotor               | Ottomotor               | Ottomotor               | Ottomotor                  | Ottomotor                | Ottomotor                | Ottomotor                |
| Motorbauart                                | R4                      | R4                      | R4                      | R4                         | R4                       | R4                       | R4                       |
| Anzahl Ventile pro Zylinder                | 4                       | 2                       | 2                       | 2                          | 4                        | 4                        | 4                        |
| Ventilsteuerung                            | DOHC                    | OHC                     | OHC                     | OHC                        | DOHC                     | DOHC                     | DOHC                     |
| Nockenwellenantrieb                        | Zahnriemen              | Zahnriemen              | Zahnriemen              | Zahnriemen                 | Zahnriemen               | Zahnriemen               | Zahnriemen               |
| Gemischaufbereitung                        | Saugrohreinspritzung    | Saugrohreinspritzung    | Saugrohreinspritzung    | Saugrohreinspritzung       | Saugrohreinspritzung     | Saugrohreinspritzung     | Saugrohreinspritzung     |
| Katalysator                                | Ja                      | Nein                    | Ja                      | Ja                         | Ja                       | Ja                       | Ja                       |
| Motoraufladung                             | –                       | –                       | –                       | –                          | –                        | –                        | –                        |
| Kühlung                                    | Wasserkühlung           | Wasserkühlung           | Wasserkühlung           | Wasserkühlung              | Wasserkühlung            | Wasserkühlung            | Wasserkühlung            |
| Motorkennung                               | XU7 JP4 (LFY)           | XU9 JA (D6D)            | XU9 JA (DKZ)            | XU10 J2C/Z (RFX)           | XU10 J4D/Z (RFY)         | XU10 J4D/Z (RFT)         | XU10 J4RS (RFS)          |
| Bohrung × Hub                              | 83,0 mm × 81,4 mm       | 83,0 mm × 88,0 mm       | 83,0 mm × 88,0 mm       | 86,0 mm × 86,0 mm          | 86,0 mm × 86,0 mm        | 86,0 mm × 86,0 mm        | 86,0 mm × 86,0 mm        |
| Hubraum                                    | 1761 cm³                | 1905 cm³                | 1905 cm³                | 1998 cm³                   | 1998 cm³                 | 1998 cm³                 | 1998 cm³                 |
| Verdichtungsverhältnis                     | 10,4 : 1                | 9,2 : 1                 | 9,2 : 1                 | 9,5 : 1                    | 10,4 : 1                 | 10,4 : 1                 | 10,8 : 1                 |
| max. Leistung bei min−1                    | 81 kW (110 PS) bei 5500 | 96 kW (130 PS) bei 6000 | 90 kW (122 PS) bei 6000 | 89 kW (121 PS) bei 5750    | 112 kW (152 PS) bei 6500 | 110 kW (150 PS) bei 6500 | 120 kW (163 PS) bei 6500 |
| max. Drehmoment bei min−1                  | 155 Nm bei 4250         | 160 Nm bei 3250         | 153 Nm bei 3000         | 176 Nm bei 2750            | 183 Nm bei 3500          | 183 Nm bei 3500          | 193 Nm bei 5500          |
| Kraftübertragung                           |                         |                         |                         |                            |                          |                          |                          |
| Antrieb                                    | Vorderradantrieb        | Vorderradantrieb        | Vorderradantrieb        | Vorderradantrieb           | Vorderradantrieb         | Vorderradantrieb         | Vorderradantrieb         |
| Getriebe, serienmäßig                      | 5-Gang-Schaltgetriebe   | 5-Gang-Schaltgetriebe   | 5-Gang-Schaltgetriebe   | 5-Gang-Schaltgetriebe      | 5-Gang-Schaltgetriebe    | 5-Gang-Schaltgetriebe    | 5-Gang-Schaltgetriebe    |
| Getriebe, optional                         | –                       | –                       | –                       | 4-Stufen-Automatikgetriebe | –                        | –                        | –                        |
| Messwerte (Berline)                        |                         |                         |                         |                            |                          |                          |                          |
| Höchstgeschwindigkeit                      | 195 km/h                | 205 km/h                | 201 km/h                | 201 km/h (198 km/h)        | 220 km/h                 | 220 km/h                 | 219 km/h                 |
| Beschleunigung, 0–100 km/h                 | 10,5 s                  | 9,5 s                   | 9,5 s                   | 10,2 s (11,8 s)            | 9,4 s                    | 9,4 s                    | 8,5 s                    |
| Kraftstoffverbrauch auf 100 km, kombiniert | 7,4 l S                 | 7,8 l S                 | 7,8 l S                 | 7,8 l S (7,7 l S)          | 7,8 l S                  | 7,8 l S                  | 8,1 l S                  |
| Messwerte (Break)                          |                         |                         |                         |                            |                          |                          |                          |
| Höchstgeschwindigkeit                      | 193 km/h                | –                       | –                       | –                          | –                        | –                        | –                        |
| Beschleunigung, 0–100 km/h                 | 11,3 s                  | –                       | –                       | –                          | –                        | –                        | –                        |
| Kraftstoffverbrauch auf 100 km, kombiniert | 7,5 l S                 | –                       | –                       | –                          | –                        | –                        | –                        |

- Werte in runden Klammern „( )“ gelten für Fahrzeuge mit Automatikgetriebe
- Die Verfügbarkeit der Motoren war von Modell, Ausstattung und Markt abhängig.

### Dieselmotoren
|                                            | 1.8 D                    | 1.9 D                    | 1.9 D                      | 1.9 TD                     | 1.9 TD                     |
| ------------------------------------------ | ------------------------ | ------------------------ | -------------------------- | -------------------------- | -------------------------- |
| Bauzeitraum                                | 06/1993–10/1997          | 03/1991–07/1993          | 07/1993–02/1998            | 06/1992–06/1994            | 10/1993–02/1998            |
| Motorkenndaten                             |                          |                          |                            |                            |                            |
| Motorart                                   | Dieselmotor              | Dieselmotor              | Dieselmotor                | Dieselmotor                | Dieselmotor                |
| Motorbauart                                | R4                       | R4                       | R4                         | R4                         | R4                         |
| Anzahl Ventile pro Zylinder                | 2                        | 2                        | 2                          | 2                          | 2                          |
| Ventilsteuerung                            | OHC, Zahnriemen          | OHC, Zahnriemen          | OHC, Zahnriemen            | OHC, Zahnriemen            | OHC, Zahnriemen            |
| Gemischaufbereitung                        | Wirbelkammereinspritzung | Wirbelkammereinspritzung | Wirbelkammereinspritzung   | Wirbelkammereinspritzung   | Wirbelkammereinspritzung   |
| Katalysator                                | Nein                     | Nein                     | Ja                         | Nein                       | Ja                         |
| Motoraufladung                             | –                        | –                        | –                          | Turbolader, Ladeluftkühler | Turbolader, Ladeluftkühler |
| Kühlung                                    | Wasserkühlung            | Wasserkühlung            | Wasserkühlung              | Wasserkühlung              | Wasserkühlung              |
| Motorkennung                               | XUD7/Z (161A)            | XUD9 Y (DJZ)             | XUD9 A (DJY)               | XUD9 TE/L (D8B)            | XUD9 TE/Y (DHY)            |
| Bohrung × Hub                              | 80,0 mm × 88,0 mm        | 83,0 mm × 88,0 mm        | 83,0 mm × 88,0 mm          | 83,0 mm × 88,0 mm          | 83,0 mm × 88,0 mm          |
| Hubraum                                    | 1769 cm³                 | 1905 cm³                 | 1905 cm³                   | 1905 cm³                   | 1905 cm³                   |
| Verdichtungsverhältnis                     | 23,0 : 1                 | 23,0 : 1                 | 23,0 : 1                   | 21,8 : 1                   | 21,8 : 1                   |
| max. Leistung bei min−1                    | 44 kW (60 PS) bei 4600   | 47 kW (64 PS) bei 4600   | 50 kW (68 PS) bei 4600     | 68 kW (92 PS) bei 4000     | 66 kW (90 PS) bei 4000     |
| max. Drehmoment bei min−1                  | 110 Nm bei 2000          | 120 Nm bei 2000          | 120 Nm bei 2000            | 196 Nm bei 2250            | 196 Nm bei 2250            |
| Kraftübertragung                           |                          |                          |                            |                            |                            |
| Antrieb                                    | Vorderradantrieb         | Vorderradantrieb         | Vorderradantrieb           | Vorderradantrieb           | Vorderradantrieb           |
| Getriebe, serienmäßig                      | 5-Gang-Schaltgetriebe    | 5-Gang-Schaltgetriebe    | 5-Gang-Schaltgetriebe      | 5-Gang-Schaltgetriebe      | 5-Gang-Schaltgetriebe      |
| Getriebe, optional                         | –                        | –                        | 4-Stufen-Automatikgetriebe | –                          | –                          |
| Messwerte (Berline)                        |                          |                          |                            |                            |                            |
| Höchstgeschwindigkeit                      | 157 km/h                 | 161 km/h                 | 165 km/h (164 km/h)        | 185 km/h                   | 183 km/h                   |
| Beschleunigung, 0–100 km/h                 | 19,9 s                   | 18,5 s                   | 16,7 s (19,6 s)            | 12,0 s                     | 12,0 s                     |
| Kraftstoffverbrauch auf 100 km, kombiniert | 5,9 l D                  | 5,9 l D                  | 6,4 l D (6,5 l D)          | 6,2 l D                    | 6,5 l D                    |
| Messwerte (Break)                          |                          |                          |                            |                            |                            |
| Höchstgeschwindigkeit                      | –                        | –                        | 160 km/h (151 km/h)        | 179 km/h                   | 177 km/h                   |
| Beschleunigung, 0–100 km/h                 | –                        | –                        | 19,1 s (20,8 s)            | 12,7 s                     | 12,9 s                     |
| Kraftstoffverbrauch auf 100 km, kombiniert | –                        | –                        | 6,4 l D (6,7 l D)          | 6,2 l D                    | 6,7 l D                    |

- Werte in runden Klammern „( )“ gelten für Fahrzeuge mit Automatikgetriebe
- Die Verfügbarkeit der Motoren war von Modell, Ausstattung und Markt abhängig.

## Citroën Fukang

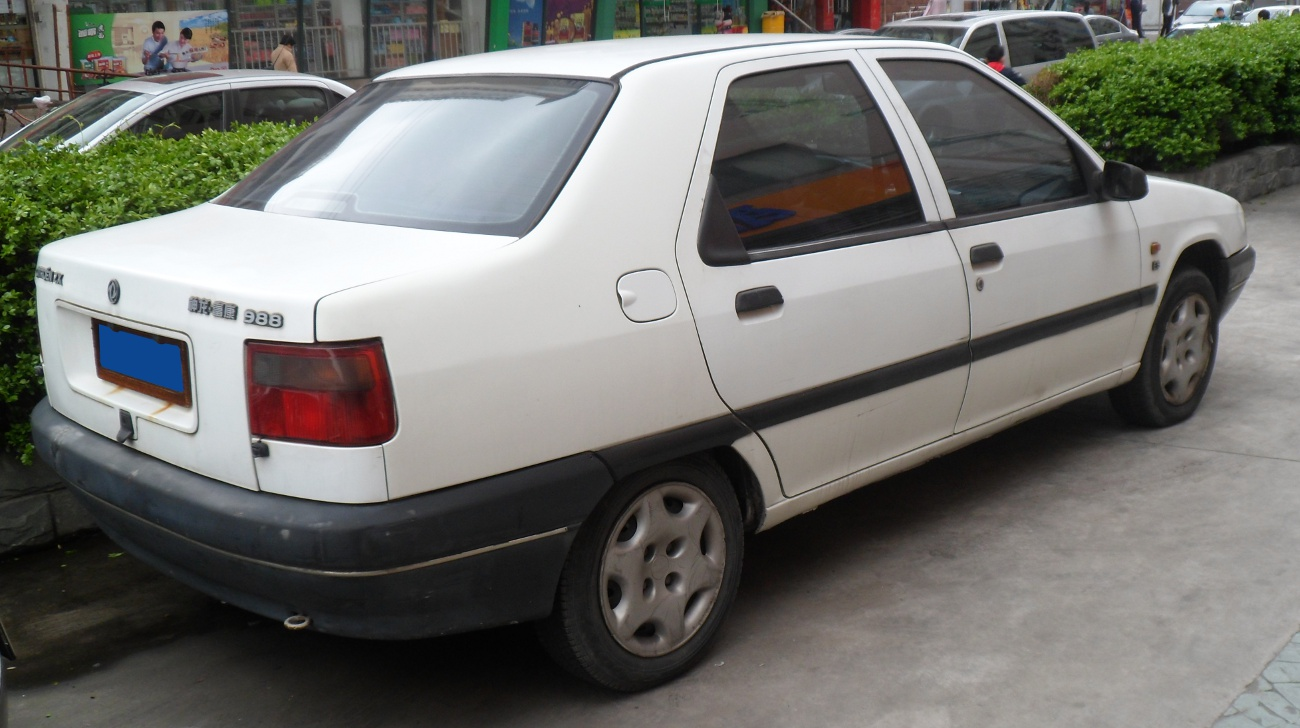
Citroën Fukang Stufenheck (1992–2002)

Der ZX wurde in der Volksrepublik China von Dongfeng Peugeot Citroën Automobile zwischen 1992 und 2009 als Citroën Fukang produziert.
In Peking waren diese Modelle besonders als Taxi beliebt. Eine optisch veränderte und an den Xsara angelehnte Version, der Citroën Elysée mit längerem Radstand, löste die Stufenheckversion bereits 2002 ab, während die Schrägheckversionen noch bis 2009 mehrmals modernisiert hergestellt wurden.